# Ołeksandr Pediasz
Ołeksandr Ołeksandrowycz Pediasz, ukr. Олександр Олександрович Педяш (ur. 9 marca 1994 w Pryłukach) – ukraiński futsalista, grający na pozycji napastnika lub pomocnika.

## Kariera piłkarska
Wychowanek Szkoły Sportowej Echo Charków. W 2011 rozpoczął karierę zawodową w lokalnym klubie Monolit Charków. Latem 2016 podpisał kontrakt do końca maja 2018 roku z chmielnickim klubem Sokił, gdzie od razu stał się jednym z najlepszych strzelców klubu. Na początku 2018 roku przeniósł się do HIT-u Kijów, z którym w sezonie 2022/23 zdobył mistrzostwo Ukrainy w futsalu.

## Kariera reprezentacyjna
29 stycznia 2017 roku debiutował w kadrze narodowej Ukrainy w meczu towarzyskim przeciwko reprezentacji Hiszpanii. W pierwszym meczu zdobył dublet (6:2). Następnego dnia, w drugim spotkaniu tych drużyn, strzelił kolejnego gola, a ukraińska reprezentacja wygrała 8:2 i wywalczyła prawo gry na Mistrzostwach Europy w Futsalu 2022 w Holandii.
W 2018 roku został brązowym medalistą Mistrzostw Świata Studentów w barwach ukraińskiej reprezentacji studenckiej, w której rozegrał sześć meczów i strzelił dwa gole reprezentacjom Chorwacji i Rosji.
Na Mistrzostwach Europy 2022 zajął z reprezentacją Ukrainy czwarte miejsce, przegrywając z Hiszpanami w meczu o brązowy medal (1:4).

## Sukcesy i odznaczenia

### Sukcesy piłkarskie
Reprezentacja Ukrainy
- wicemistrz Quadrangular international futsal tournament: 2018

Studencka reprezentacja Ukrainy
- brązowy medalista Mistrzostw świata: 2018

Monolit Charków
- mistrz Pierwszej ligi Ukrainy: 2013/14

Sokił Chmielnicki
- wicemistrz Ukrainy: 2014/15

HIT Kijów
- mistrz Ukrainy: 2022/23, 2023/24
- wicemistrz Ukrainy: 2019/20
- brązowy medalista mistrzostw Ukrainy: 2018/19, 2020/21
- zdobywca Pucharu Ukrainy: 2019/20, 2020/21, 2022/23

### Sukcesy indywidualne
- król strzelców Mistrzostw Ukrainy (1): 2017/18 (26 gole)
- wybrany do trójki najlepszych zawodników Mistrzostw Ukrainy (2): 2018, 2020